# 警備府
警備府（日语：〔〕／ Kēbifu ）为旧日本海军的机构之一。日本海军随着规模扩大，需要增设辅助机构以分担镇守府的部分业务。因此，将部分要港部改组成为警备府，扩大其权限，分担镇守府的部分任务，统管所辖警备区内警备、以及作为舰队后方的海军根据地。
警备府的首长为警备府司令长官，属于亲补职，由海军中将出任。

## 概述
1941年11月20日，日本海军将原有的要港部改编为警备府，以应对迫在眉睫的太平洋战争。
- 馬公要港部（1901年7月4日成立）
- 大凑要港部（日语：大湊警備府）（1905年12月12日成立）
- 旅顺要港部（日语：旅順要港部）（1914年4月1日成立）
- 镇海要港部（日语：鎮海警備府）（1916年4月1日成立）

另外，原阪神海軍部（1940年3月15日新设立，吴镇守府所管）也在同一天升格为大阪警備府。
警备府与镇守府一样，配备有经理部（主管会记、被服、餐厨等）、医务部、法务部、人事部、軍需部、港務部、運輸部等部门。但是警备府自身的战力仅限于海兵团，并未配备舰艇。因此警备府并未设置武装整备的海军工厂，而仅设有工作部。警备府也均未设置执行实际勤务的警备战队、防备战队，取而代之的是“大警部队”、“阪警部队”，根据軍令部的指示，从各镇守府分拨舰艇、人员组成，由警备府司令长官指挥。
海南警备府作为特例，乃是1941年4月10日由海南特别根据地队升格而来，负责海南岛的防备、资源开发等军政事务，与其他警备府并不相同。
1942年1月15日，旅顺警备府因欠员而实质性废止。1943年4月1日，马公警备府改编成为高雄警備府。
1945年日本战败时存在的5个警备府中，大凑、旅顺、镇海、海南四者均于11月30日废止。1946年4月30日，高雄警备府亦告废止。